# Paul Heinrich (Admiral)
Paul Heinrich (* 6. April 1871 in Klein Lassowitz; † 6. Oktober 1927 in Bremen) war ein deutscher Konteradmiral der Reichsmarine.

## Leben
Heinrich trat am 13. April 1888 als Kadett in die Kaiserliche Marine und absolvierte seine Schiffsausbildung auf dem Schulschiff Niobe. Ab dem 9. April 1889 war er Seekadett an der Marineschule. 1891 tat auf dem Panzerschiff Preußen sowie dem Kreuzer Prinzeß Wilhelm Dienst, am 12. Mai des gleichen Jahres wurde er zum Unterleutnant befördert. Vom 1. Oktober 1891 bis zum 30. September 1892 war er zur Absolvierung von Spezialkursen erneut an der Marineschule, unmittelbar darauf wurde er bis zum 15. Mai 1893 der I. Matrosen-Division zugeteilt. Vom 16. Mai bis zum 29. September 1893 war Heinrich als Wachoffizier an Bord des Schulschiffs Grille, danach bis zum 4. April 1894 in gleicher Funktion auf der Panzerkorvette Bayern. Am 13. April 1894 wurde er zum Leutnant zur See befördert und bis zum 30. September 1895 als Wachoffizier auf das Schulschiff Stosch kommandiert, vom 1. Oktober bis zum 18. Dezember übte er die gleiche Funktion auf dem Aviso Pfeil aus. Am 19. Dezember 1895 bis zum 31. März 1896 wurde er zur Verwendung der I. Marine-Division gestellt und danach vom 1. April 1896 bis zum 30. September 1897 Kompanieoffizier der I. Marine-Division. Vom 1. Oktober 1896 an kam Heinrich bis zum 30. September 1897 als Kompanie- und Wachoffizier zur I. Torpedo-Abteilung, unmittelbar darauf war er bis zum 14. April 1898 zur Dienstleistung zur Inspektion des Torpedowesens kommandiert. Ab dem 15. April 1898 war er bis zum 27. August 1898 der I. Torpedo-Division als Flaggleutnant zugeteilt, zeitweise führte dabei er auf dem Divisionstorpedoboot D 1 das Kommando, ab dem 28. August war er Kadettenoffizier auf dem Schulschiff Charlotte. Vom 24. April bis zum 31. März 1900 diente er als Inspektionsoffizier an der Marineschule. Am 17. September 1900 wurde er Kapitänleutnant, und vom 1. April bis zum 18. Juli diente er als 2. Adjutant der Inspektion des Bildungswesens der Marine und war gleichzeitig Adjutant des Direktors der Marine-Akademie, bevor er am 19. Juli Kommandant des Torpedoboots S 92 wurde. Ab dem 23. Februar 1901 trat er eine einmonatige Reise nach Hongkong an, danach gehörte er ab dem 23. März 1901 zum Stab des 2. Admirals des Kreuzergeschwaders in Tsingtau, bevor er am 23. November die Heimreise antrat; danach gehörte er bis zum 28. September 1903 zum Admiralstab und war vom 19. August bis zum 21. September 1902 auch Admiralstabsoffizier (ASTO) der Aufklärungsgruppe. Vom 29. September 1903 bis zum 30. September 1904 war er ein Jahr lang Navigationsoffizier auf dem Linienschiff Wettin, von Oktober 1904 bis September 1907 I. Admiralstabsoffizier im Stab des Befehlshabers der Aufklärungsschiffe der Hochseeflotte. 1906 wurde Heinrich zum Korvettenkapitän befördert und war vom 1. Oktober 1907 bis zum 14. September 1910 beim Admiralstab der Marine. Vom 15. September 1910 an war er Kommandant des Kleinen Kreuzers Königsberg, zum Fregattenkapitän befördert, übernahm er vom 14. Juni 1911 bis zum 31. August 1912 das Kommando über den Kleinen Kreuzer Kolberg; in dieser Stellung erfolgte am 27. Januar 1912 die Beförderung zum Kapitän zur See. Ab dem 7. Oktober 1912 war Heinrich zur Dienstleistung zum Reichsmarineamt kommandiert und war dort Vorstand der Abteilung für Torpedowesen und Funkentelegraphie.

### Erster Weltkrieg
Nach Kriegsausbruch wurde Heinrich am 1. August 1914 zum Chef des Stabes des Oberbefehlshabers der Ostseestreitkräfte, Großadmiral Heinrich von Preußen, ernannt; ab dem 26. Juli 1915 war er außerdem Chef des Stabes beim Stab Oberleitung in der östlichen Ostsee. Vom 3. September 1915 bis zum 1. April 1916 Kommandant des Großen Kreuzers Derfflinger, ab dem 4. April wurde er zum II. Führer der Torpedoboote und zum Kommodore ernannt. In dieser Funktion nahm er an der Skagerrakschlacht am 31. Mai 1916 teil, bevor er ab dem 26. Juni zugleich mit der Vertretung des I. Führers der Torpedoboote betraut war und diesen Posten ab dem 5. Juni 1917 übernahm. In dieser Eigenschaft war er maßgeblich an der Eroberung der Baltischen Inseln im Oktober 1917 beteiligt. Von August 1918 an war er schließlich Befehlshaber der Torpedobootsstreitkräfte im Rang eines Kommodore.

### Nachkriegszeit
Ab Dezember 1918 war Heinrich bei der Inspektion des Unterseebootswesens in Vertretung mit dem Posten des Inspekteurs betraut. Vom 31. März 1919 bis zum 12. Januar 1920 war er als Präses der Marinefriedenskommission; sein Nachfolger war der Kapitän zur See Ernst von Gagern; und Sachverständiger in Marinefragen bei den Friedensverhandlungen in Versailles tätig, wobei er am 29. November 1919 zum Konteradmiral befördert wurde. Ab dem 13. Januar 1920 war er zur besonderen Verwendung des Chefs der Admiralität kommandiert, bevor er am 5. März mit 49 Jahren verabschiedet wurde.

### Auszeichnungen
- Eisernes Kreuz (1914) II. und I. Klasse[1]
- Ritterkreuz des Königlichen Hausordens von Hohenzollern mit Schwertern[1]
- Roter Adlerorden III. Klasse mit Schleife[1]
- Kronenorden II. Klasse mit Schwertern[1]
- Preußische Dienstauszeichnung[1]
- Bayerischer Militärverdienstorden III. Klasse mit der Krone und Schwertern[1]
- Ritterkreuz des Greifenordens[1]
- Friedrich-August-Kreuz I. Klasse[1]
- Komtur des Erlöser-Ordens[2]
- Kommandeur des Ordens der Krone von Italien[2]
- Komtur des Franz-Joseph-Ordens[2]
- Sankt-Stanislaus-Orden II. Klasse[2]
- Ritter I. Klasse des Schwertordens[2]